# SSC Tuatara
SSC Tuatara er en fremtidig superbil, der vil blive produceret af SSC North America (tidligere ShelbySuperCars Inc.). Bilen forventes sat i produktion i 2020.
Ifølge producenten vil Tuatara blive udstyret med en aluminium turbocharged 7.0 liters V8-motor, der vil kunne yde 1.350 HK med et moment på 1.735 Nm v/6.800 omdrejninger. Antal hestekræfter kan forøges til 1.700 uden egrænsninger i udstødningen. Bilens vægt bliver 1.250 kg. Bilen vil kunne gå fra 0 til 100 km/t på 2,3 sekunder med en tophastighed på 444 km/t.